# Eilema pygmaeola
Espèce
Synonymes
- Lithosia pygmaeola Doubleday, 1847
- Manulea pygmaeola (Doubleday, 1847)

Eilema pygmaeola, la Lithosie naine ou le Manteau nain, est une espèce de lépidoptères (papillons) de la famille des Erebidae et de la sous-famille des Arctiinae.

## Sous-espèces
On recense plusieurs sous-espèces :
- Eilema pygmaeola pallifrons (Zeller, 1847)
- Eilema pygmaeola sordidula (Rambur, [1865])
- Eilema pygmaeola banghaasi (Seitz, 1910)
- Eilema pygmaeola saerdabensis (Daniel, 1939)